# Tresco
Tresco ( cornique : Enys Skaw, signifiant « île des sureaux ») est la deuxième plus grande île des îles Scilly en Cornouailles, en Angleterre. Sa superficie est de 297 hectares, soit 3,5 kilomètres sur 1,75 kilomètre.

## Histoire
Dans les temps les plus reculés, un groupe d'îles appartenait à une confédération d'ermites. Le roi Henri Ier l'a donnée à l'abbaye de Tavistock qui a établi un prieuré sur Tresco; il a été fermé lors de la dissolution des monastères. Le prieuré a été confié aux habitants des îles laïques par le seigneur du fief. En 1233, un prieur de l'île, Alan de Cornouailles, devint abbé de Tavistock.
Le nom original de l'île (y compris Bryher) était le cornique : Ryn Tewyn signifiant "promontoire des dunes". En 1193 lorsque l'île a été accordée à l'abbé de Tavistock par le pape Célestin III, l'île était connue comme l'île de Saint-Nicolas, et en 1305, elle est appelée Trescau (ferme de sureaux). En 1540,l'île devient Iniscaw (île des sureaux). L'île a été nommée Trescaw par une publication de 1814.
L'île est administrée pour le compte de la Couronne par le duché de Cornouailles  et est louée au domaine Dorrien-Smith qui l'exploite comme une entreprise à temps partagé. La famille Dorrien-Smith (descendant d' Augustus Smith ) occupa le poste de seigneur propriétaire des îles Scilly entre 1834 et 1920.
De 2001 à 2009, l'île a organisé un marathon au profit de la fibrose kystique. Le parcours comprend 7½ tours autour de l'île. L’événement a toujours lieu le même jour que le marathon de Londres. Dara O'Kearney et Bob Brown font partie des lauréats précédents . Le marathon a maintenant été remplacé par un triathlon de vitesse.
En 2007, la reconstruction de l'abbaye Farm / Shed a été achevée. cette zone a servi de RNAS Tresco, une base d' hydravions pendant la Première Guerre mondiale. Le développement comprenait la location de chalets, d'une piscine et d'un spa ainsi que du Flying Boat Bar & Bistro.
En 2012, l'hôtel Island était fermé. Certaines parties du complexe ont été converties en gîtes de luxe; d'autres parties de l'hôtel ont été démolies avec de nouveaux cottages construits à sa place. Le Sea Garden Cottages propose désormais un hébergement flexible avec un spa et un court de tennis sur place.

## Géographie
On trouve une grande variété de paysages sur l’île, notamment des affleurements de granite escarpés, des landes de la côte nord exposée et des plages de coquillages à l’est et au sud. La variété de ses paysages et de sa géomorphologie est en partie le résultat de la dernière période glaciaire, lorsque la calotte a découpé la face nord de l'île, laissant des dépôts de déformation,.
Les principales colonies sont New Grimsby et Old Grimsby dans la partie centrale de l’île. Ensemble, leurs installations comprennent un dépanneur (avec une sous-agence postale), une galerie d'art, un pub et deux cafés / restaurants, tous détenus et gérés par le domaine Tresco. Au sud de l'île se trouvent les jardins subtropicaux de l'abbaye de Tresco, comprenant la collection Valhalla Figurehead et l'héliport de Tresco. Au nord de New Grimsby se trouvent le château du roi Charles et le château de Cromwell.

## Démographie
Ces chiffres ne comprennent que les résidents permanents. Un grand nombre d'employés saisonniers résident également sur l'île pendant l'été.
- 1841 – 430
- 1861 – 399
- 1871 – 266
- 1891 – 315
- 1901 – 331
- 1911 – 315
- 1921 – 217
- 1931 – 248
- 1951 – 243
- 1961 – 283
- 1971 – 246
- 1991 – 170
- 2001 – 180
- 2011 – 175

## Économie
Contrairement aux autres îles Scilly, Tresco est avant tout un lieu de villégiature. Pratiquement toutes les activités et emplois sont liés au tourisme. Sur les autres îles, le tourisme est important mais ne domine pas dans la même mesure.

## Repères
Guerre civile anglaise
- Le château du roi Charles[13] date de 1550-1554 et fut occupé par les royalistes pendant la guerre civile anglaise. Il a ensuite été partiellement démoli pour fournir les matériaux de construction du château de Cromwell.
- Une tour côtière connue sous le nom de château de Cromwell a été construite entre 1651 et 522 avec une plate-forme pour armes à feu ajoutée vers 1740 par Abraham Tovey, maître tireur[14].
- La tour d'armes à feu Old Blockhouse protégeant le vieux port de Grimsby, défendue avec vigueur pendant la guerre Civile, a probablement été construite entre 1548 et 1552[15].
- La Oliver's Battery, dans le sud de l'île, près du quai de Carn Near, a été érigée peu de temps après la prise de Tresco par les forces parlementaires durant la guerre civile anglaise. Il a été construit par l' amiral Robert Blake .

Autres repères
- Monument à Augustus Smith au-dessus de la baie Appletree au sud-ouest de l'île.
- Arc du mur du monastère médiéval dans les jardins de l'abbaye de Tresco .
- Église anglicane: voir église Saint-Nicolas, Tresco[16].

## Éducation

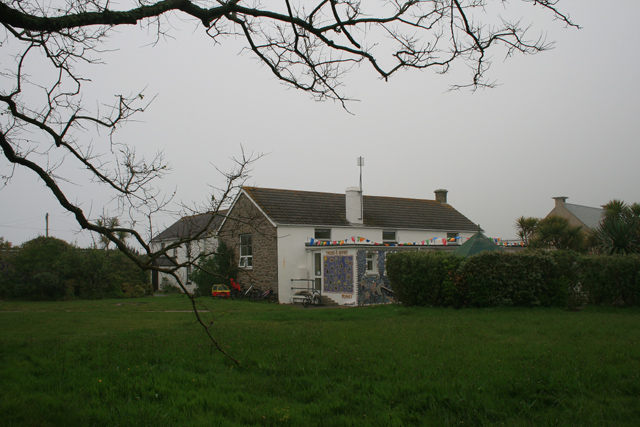
Tresco & Bryher Base.

La Five Islands Academy (anciennement Five Islands School) a ses bases Tresco et Bryher, un campus principal de Tresco. Les élèves du secondaire embarquent sur le campus principal de Sainte-Marie y séjournant en semaine et permettant leur retour les week-ends.

## Transport
Tresco est une île sans voiture. Les tracteurs agricoles équipés de remorques de passagers transportent les visiteurs de nuit à destination et en provenance de l' héliport Tresco et des divers quais. Quelques voiturettes de golf sont à la disposition des visiteurs handicapés.
De 1983 à octobre 2012, des hélicoptères internationaux britanniques ont opéré à partir de l' héliport Tresco, assurant un service d'hélicoptère toute l'année jusqu'à l' héliport de Penzance . Un nouveau service d'hélicoptère à partir d'un nouvel héliport de Penzance desservira Tresco et St Mary's à partir de 2020 
Tresco Boat Services (anciennement Bryher Boats) gère des services de bateau à passagers à destination et en provenance des autres îles habitées, ainsi que des visites touristiques circulaires occasionnelles.

## Faune et écologie
Tresco est unique parmi les îles isolées par son habitat allant d'un plateau nord balayé par le vent avec des landes ondulées, à des champs de bulbes abrités, des zones humides et des lacs, à de belles plages adossées à un système de dunes de sable sur la côte sud. Par la suite, le prédécesseur de Natural England a désigné trois sites d'intérêt scientifique particulier (SSSI) en 1971 et 1976. Il s’agit du SSS de Castle Down (Tresco), du SSS Great Pool (Tresco) et des SSS de Pentle Bay, Merrick et Round Islands. Castle Down est un SSSI pour sa lande maritime ondulée, sa flore de lichens, une colonie d'élevage de Sterne pierregarin ( Sterna hirundo ). Great Pool est un SSSI car il s’agit de la plus grande étendue d’eau douce des îles et est important pour ses oiseaux nicheurs. Pentle Bay est désigné pour la transition d'un système de dunes de sable riche en flore à une lande riche en lichens,,.
En octobre 2012, quatre mâles et une femelle de l'espèce Sciurus vulgaris, en prêt permanent du British Wildlife Center, ont été transportés à Tresco par hélicoptère. Deux seulement ont survécu, mais en septembre 2013, vingt autres ont été transportés à Tresco et relâchés à Abbey Woods, près des Abbey Gardens. Tresco est considéré comme un "refuge" pour le mammifère en danger, car il est exempt de prédateurs tels que les renards, ainsi que de l'écureuil gris et de la variole d'écureuil qu'ils transportent. , En juin 2014, un nombre inconnu de bébés écureuils ont été photographiés dans les jardins de l'Abbaye, prouvant que les écureuils se reproduisent avec succès.

## Galerie

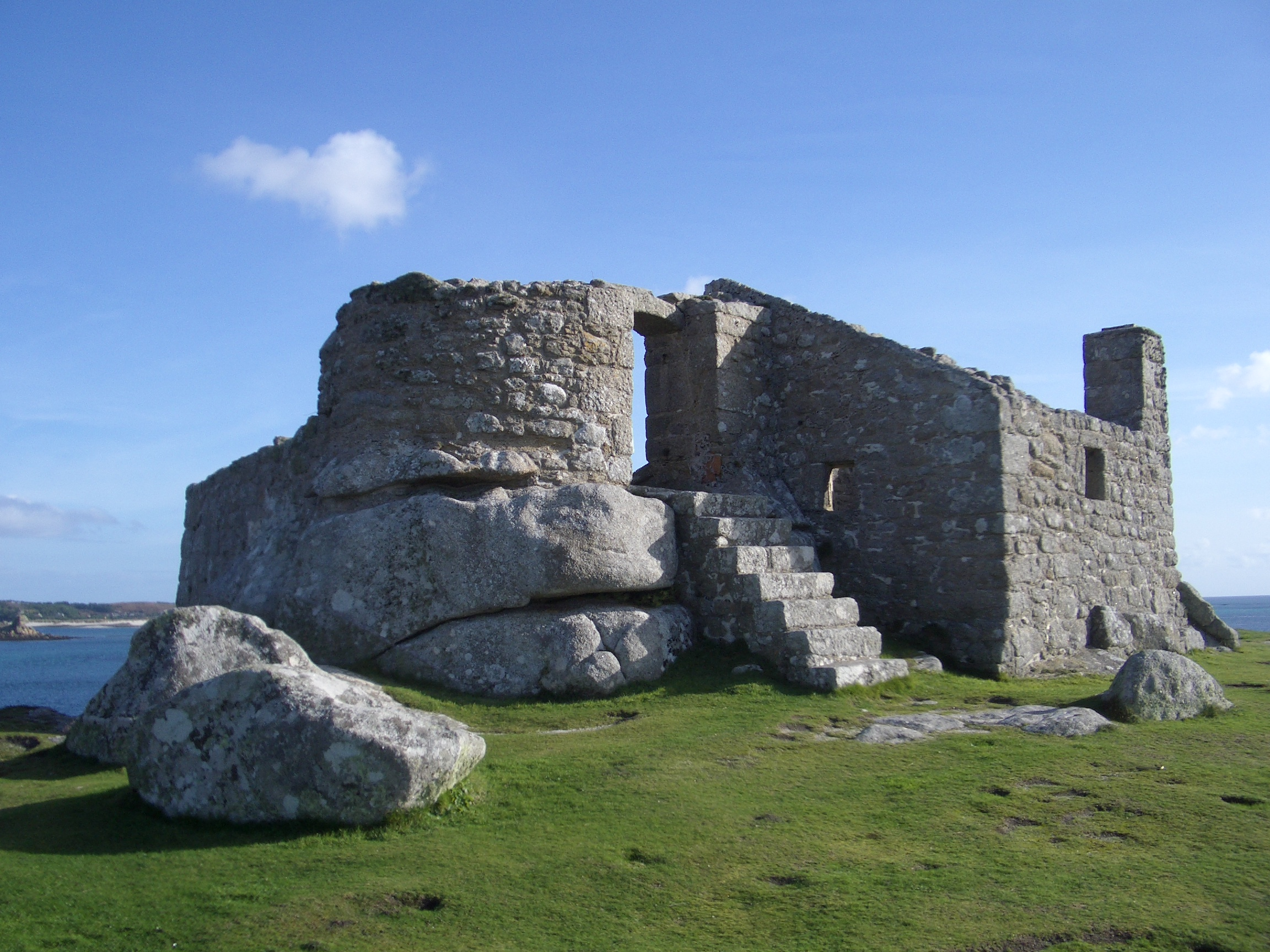
Le vieux blockhaus, Tresco.
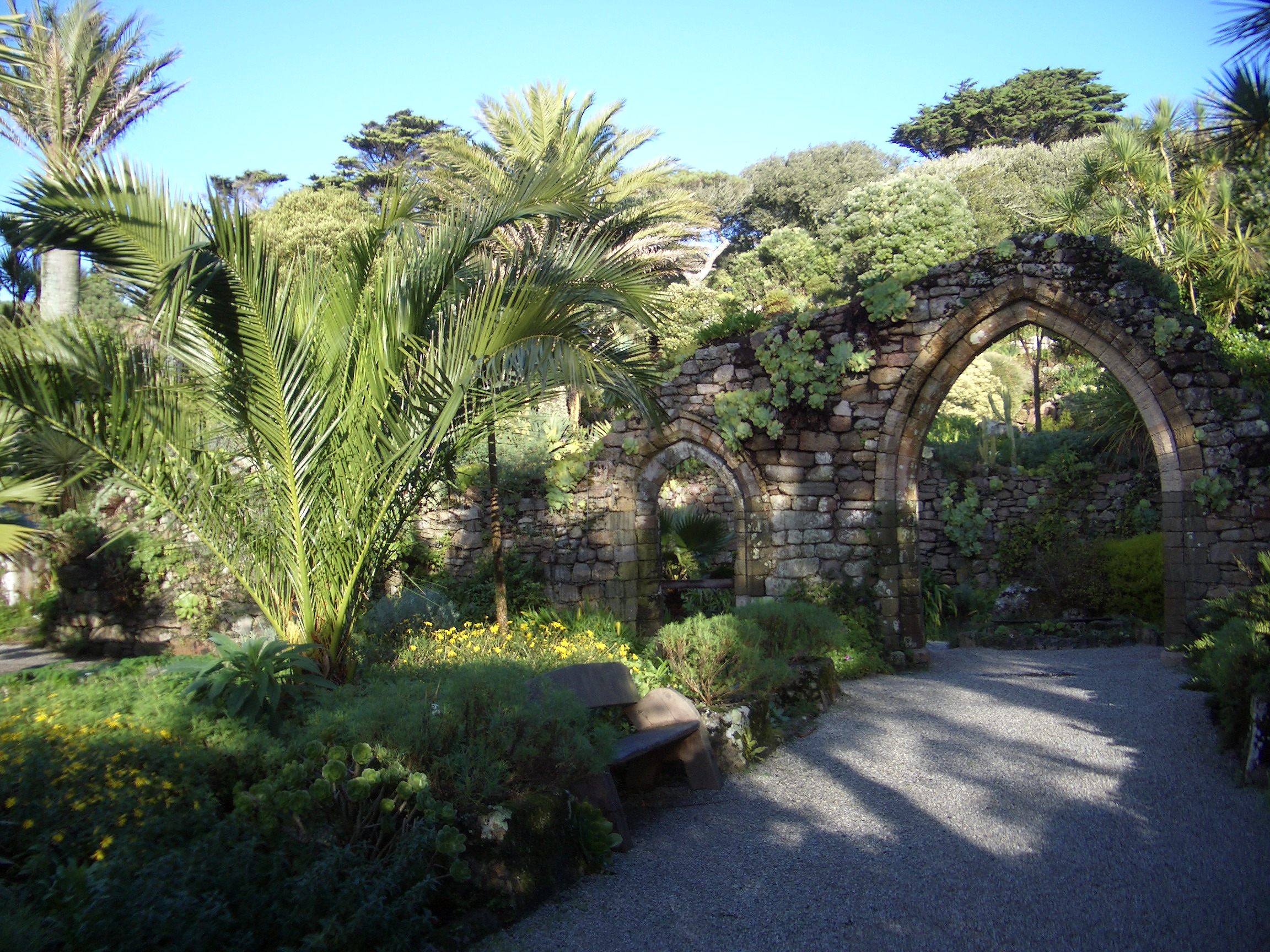
L'arc du mur du monastère médiéval dans les jardins de l'abbaye de Tresco.
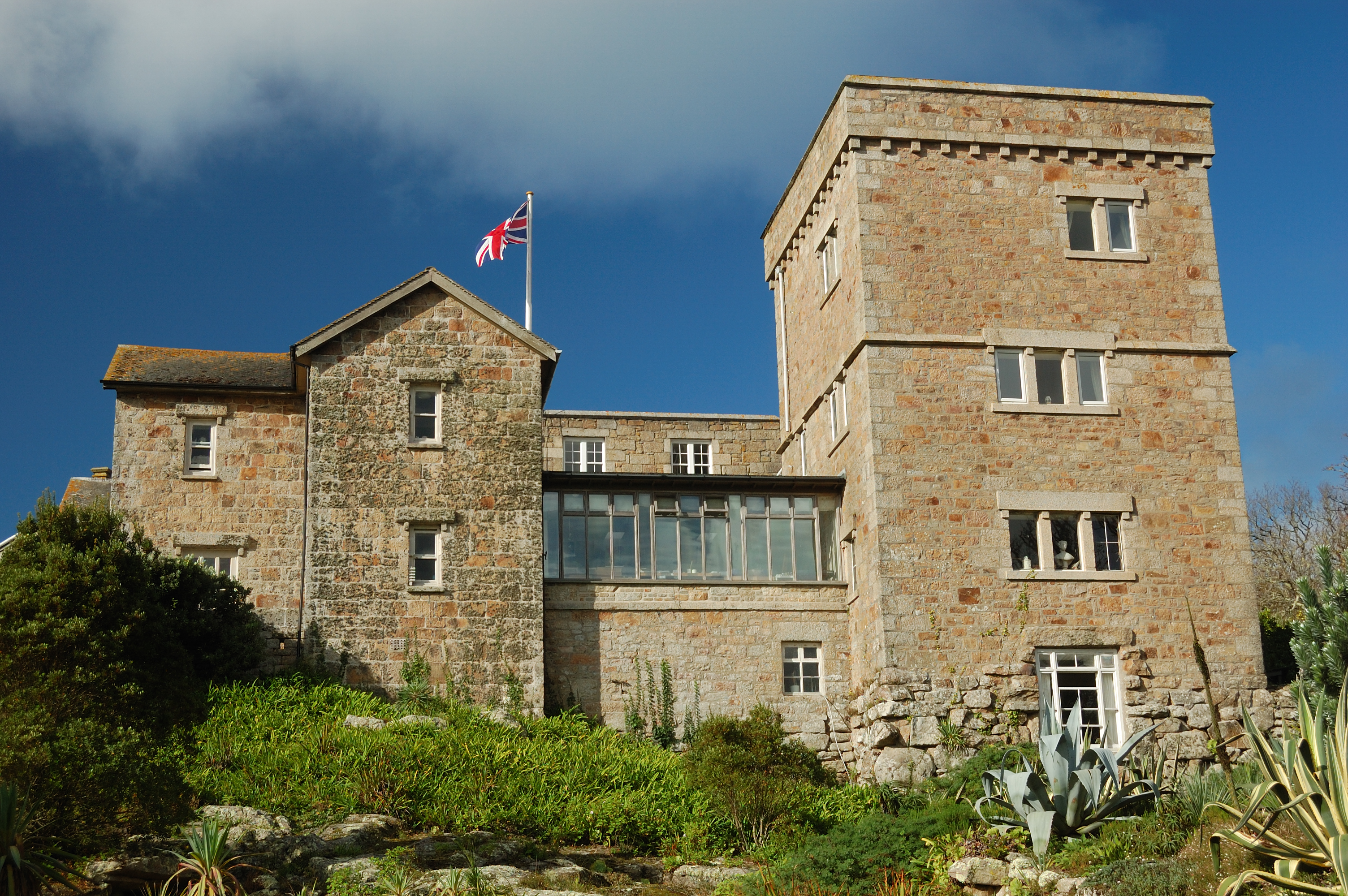
Abbaye de Tresco.
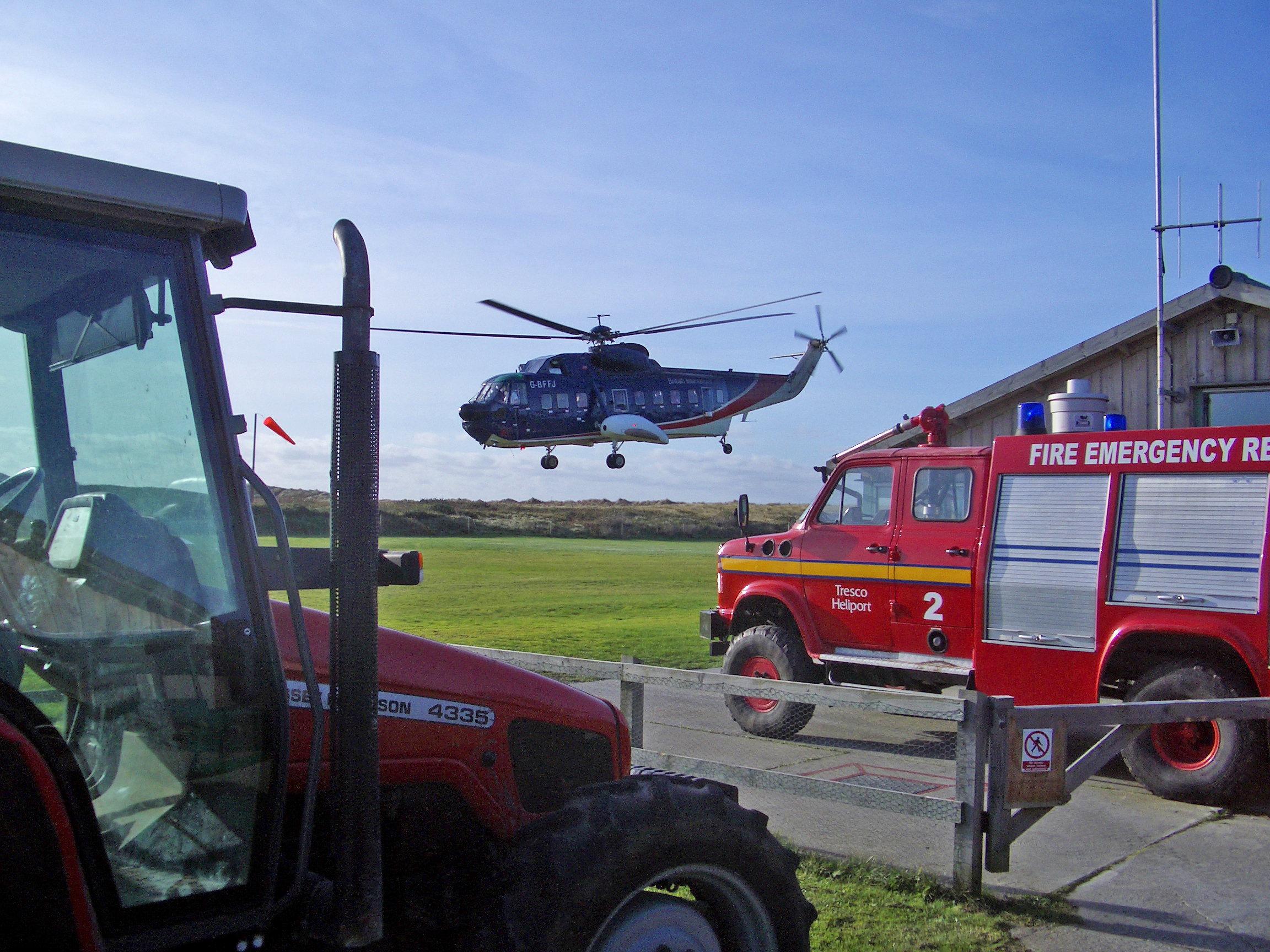
Hélicoptère au départ de Tresco à l' héliport de Tresco.
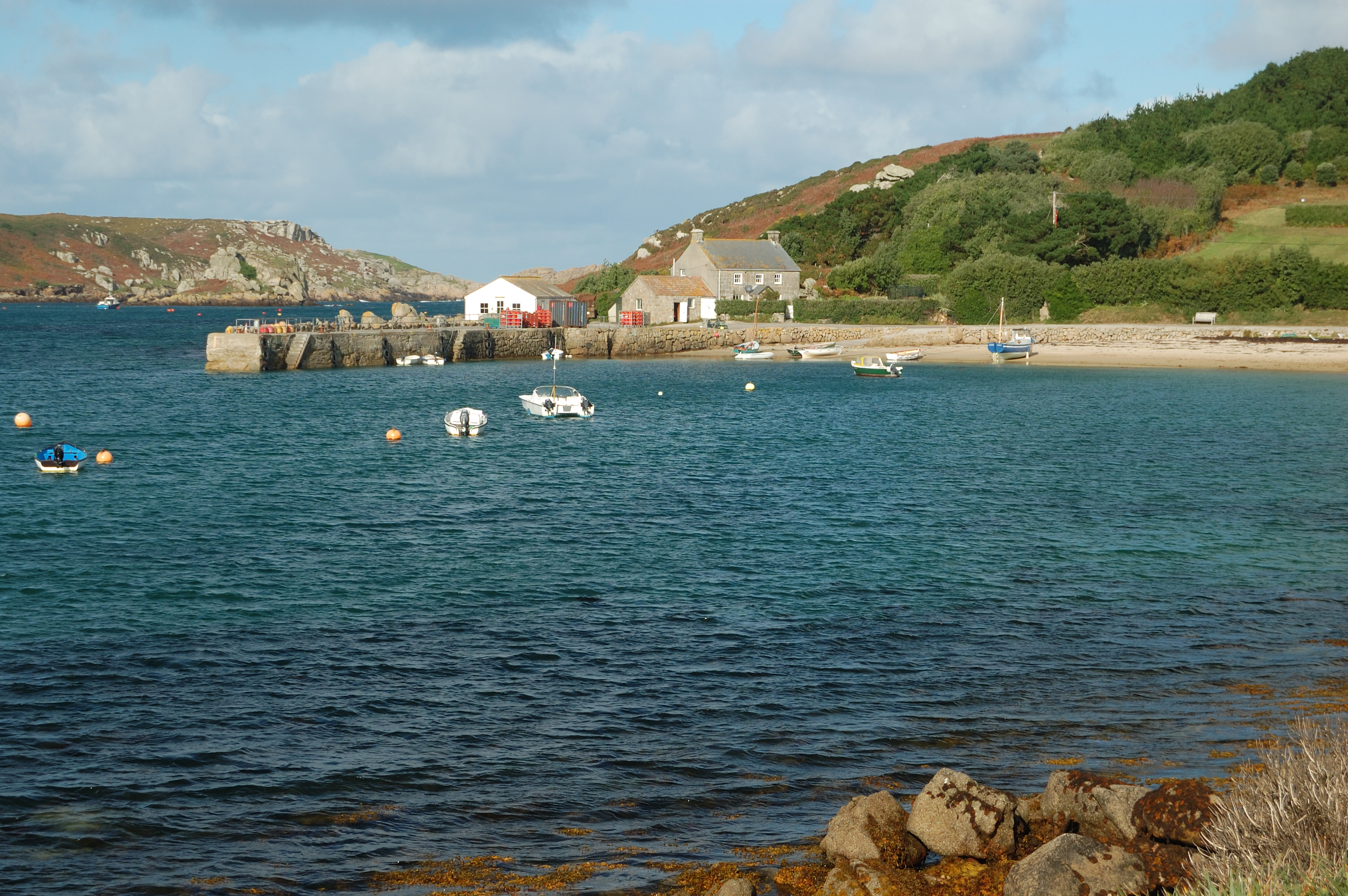
Débarcadère à marée haute à New Grimsby.